# Пауперы
Пауперы (англ. pauper — «нищий») — английские бедняки, жившие за счёт прихода, в котором родились и получали денежную помощь, позднее — обозначение самого низшего класса городской бедноты.

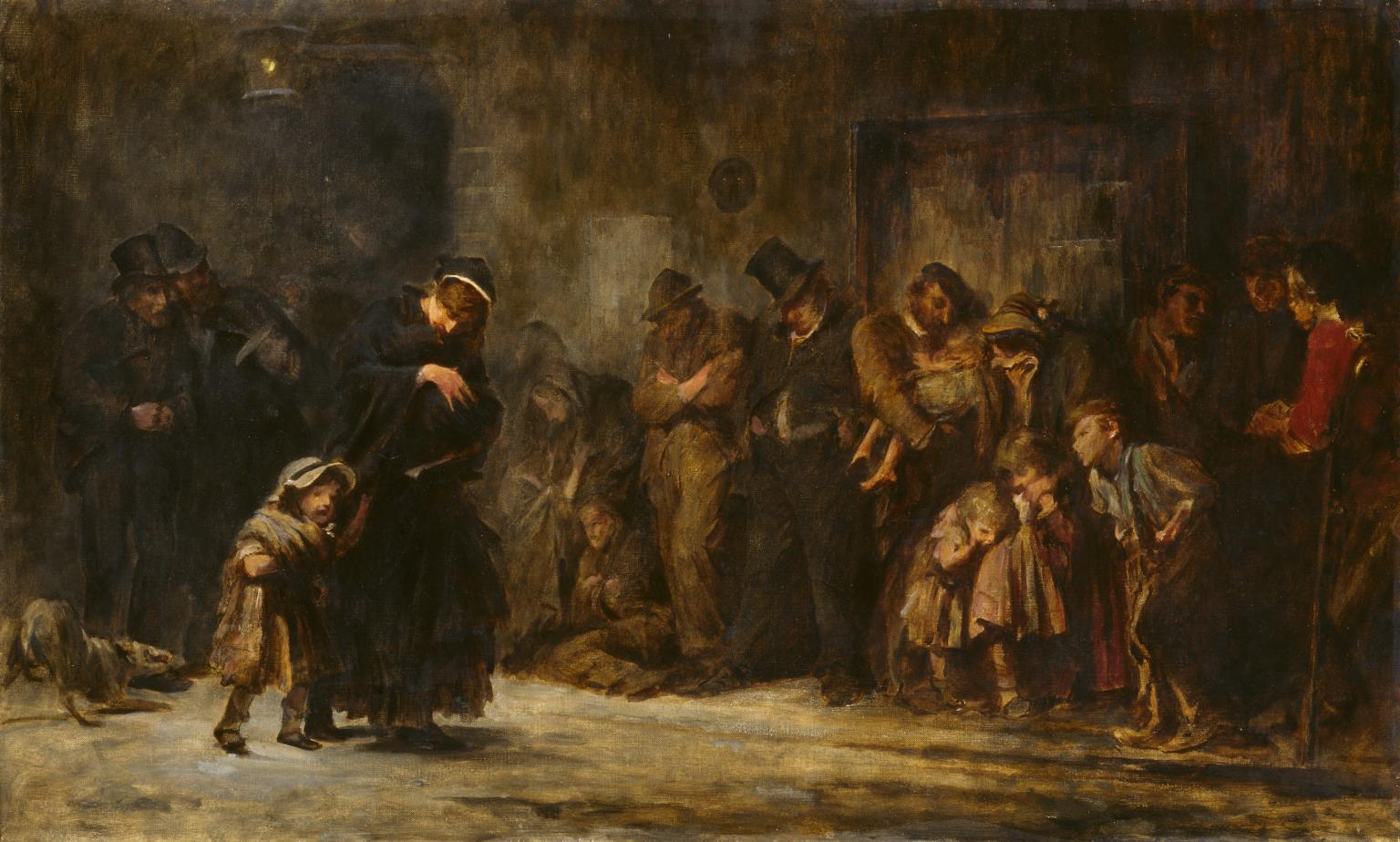
«Желающие попасть в ночлежное отделение работного дома», картина Люка Филдса (1874)

## История
В 1601 году в Англии был принят закон «О социальной помощи бедным», обязывавший все приходы содержать своих обнищавших членов. В случае, когда не хватало средств приходов, взимался налог со всех жителей пропорционально их прибыли, причём в ряде случаев этот налог платили не владельцы, а арендаторы земли.
С XVII века бедняки, пользующиеся благотворительной помощью от своего прихода, должны были носить на одежде маркировку с буквой «P» (первая буква слова pauper). В результате политики огораживания масса людей потеряла источники пропитания и вынуждена было нищенствовать. Часть из них устремились в города, где была работа на фабриках.
Однако в этом случае, попав в затруднительные обстоятельства, они вынуждены были обращаться за помощью по месту рождения, где об их существовании не особо хотели вспоминать.
Поскольку назначение пособия было в ведении мирового судьи, а их фактически избирали землевладельцы, во многих случаях нуждающимся отказывали в помощи. Тем не менее с 1750 по 1817 год налог на бедных вырос с £1 млн к £9,5 млн что составляло в среднем около 20 % доходности имущества в Великобритании. Это привело к тому, что часть земли в приходах перестала обрабатываться.
Это и неэффективность самой системы социальной помощи привели к принятию в 1834 году нового Закона о бедных, который ликвидировал ранее существовавшую систему денежных пособий и возложил функции заботы о бедноте на работные дома.
Девиз протестантского общества — «Мой труд — моя молитва», давал возможность относиться к нищему и безработному как к «преступившему» — лентяю, который не хочет трудиться и сам виноват в своей бедности. Поэтому работные дома спокойно воспринимались не столько как благотворительные, сколько как исправительные учреждения, и жестокое обращение с их обитателями, невзирая на возраст и пол, было нормой.
Против «Закона о бедности» как нехристианского протестовала партия чартистов. Бенджамин Дизраэли называл бесчеловечный подход к беднякам «brutalitarianism», от слова «жестокость».
В отчёте о работном доме в Брэдфорде указывалось: «Наша выгода состоит в том, что в сукноделии мы можем использовать всех пауперов от 7 до 80 лет».
Обитатели работных домов не имели права распоряжаться собой даже после смерти: в 1832 году парламент принял Анатомический акт, разрешивший препарировать в анатомических театрах не только преступников, как ранее, но также пауперов, заключённых и скончавшихся жителей работных домов.

## Образ в литературе
Английские работные дома и жизнь пауперов в красках описал Чарльз Диккенс. Младенчество его героя Оливера Твиста прошло в сравнительно хороших условиях — его отправили «на ферму, в отделение работного дома, находившееся на расстоянии примерно трёх миль, где от двадцати до тридцати других юных нарушителей закона о бедных копошились по целым дням на полу, не страдая от избытка пищи или одежды, под материнским надзором пожилой особы, которая принимала к себе этих преступников за семь с половиной пенсов с души».
Описывая современное положение рабочих, Карл Маркс и Фридрих Энгельс в своей работе «Манифест Коммунистической партии» утверждают, что в условиях быстрого развития промышленности рабочие становятся пауперами. Само же явление пауперизма растет быстрее, чем богатство и население.
Мишель Фуко в монографии «История безумия в классическую эпоху» отметил, что в капиталистическую эпоху нищета была бременем, имевшим свою цену. «Нищего можно приставить к машине и он заставит её работать. Болезнь же есть ни к чему не пригодная ноша, она всегда служит помехой и никогда — помощницей».